# Patricia und der Löwe
Patricia und der Löwe (Originaltitel Le Lion) ist ein 1958 veröffentlichter französischer Roman von Joseph Kessel. Er handelt von einem Reisenden, wahrscheinlich dem Autor selbst, der sich in Kenia in einen Nationalpark begibt und dort ein 13-jähriges Mädchen namens Patricia kennenlernt. Patricia spricht sämtliche Sprachen der Einheimischen und kann mit Tieren kommunizieren. Ihr bester Freund ist ein Löwe namens King, den sie seit seiner Geburt kennt und mit dem sie aufgewachsen ist. Die bislang (2008) einzige deutschsprachige Übertragung stammt von Karl Rauch und erschien erstmals 1959 im Zettner-Verlag, Würzburg und Wien.

## Inhalt
Ein anonymer Ich-Erzähler (männlich, schon etwas älter, wahrscheinlich Kessel selbst) befindet sich auf der letzten Station einer Ost-Afrikareise im Nationalpark Kenia. Die Geschichte beginnt in medias res, Erzähler befindet sich in der Wildnis auf einem Stück Land, das er eigentlich ohne Ranger nicht betreten dürfte. Er fühlt sich unbeobachtet, es ist früher Morgen. Erzähler beobachtet einen Affen und eine Gazelle, als er von einem Mädchen namens Patricia angesprochen wird. Die beiden schließen Freundschaft, da der Erzähler seine Liebe zu den Tieren kundtut. Patricia erzählt von ihrem Leben (sie ist mehrsprachig, kennt alle Geheimnisse der Tierwelt...), aber als sie erfährt, dass der Erzähler bald wieder abreisen wird, ist sie verärgert und verschwindet wieder.
Er fühlt sich zu dem mysteriösen Mädchen hingezogen, denkt über sie nach, als er von der Frau des Parkverwalters zu sich nach Hause eingeladen wird. So lernt er Patricias Mutter kennen, Sybill, eine zierliche blasse nervöse Engländerin, die versucht, ihm einen Schein europäischer Eleganz vorzuspiegeln. Jedoch wirkt sie affektiert auf den Erzähler. Er interessiert sich kaum für sie, möchte nur Patricia wiedersehen. Als John Bullit kommt, merkt man sofort, dass sich das Ehepaar liebt, aber auch Spannungen existieren – John Bullit wird wie ein großes Tier beschrieben, sie wie ein „kränklicher“, aber zivilisierter Mensch. Außerdem war Bullit früher ein gerühmter Jäger. Bullit mag den Erzähler zunächst nicht, weil er ihn für einen zivilisierten Ignoranten hält, doch bald schließen sie Freundschaft, trinken Whisky zusammen und reden. Bullit bittet den Erzähler, länger im Park zu bleiben. Dieser wollte eigentlich am nächsten Tag abreisen.
Am nächsten Tag geht Erzähler auf Erkundungstour im Park mit einem Ranger und Bogo, seinem Chauffeur auf der Reise. Fasziniert vom Kilimandscharo und den Tieren weiß er aber, dass er nur soviel sieht wie jeder andere Tourist auch. Die Gruppe stößt auf zwei Massai: sie sind schön, arrogant, unnahbar. Danach lädt Sybill ihn zu einem Tee ein, was er annimmt, um Patricia wiederzusehen. Sybill bemüht sich, ihn mit einer englischen Teezeremonie zu beeindrucken, doch sie wirkt angespannt. Beunruhigt, weil Patricia noch nicht zuhause ist, erleidet sie einen Nervenzusammenbruch und fleht ihren Mann an, Patricia zu suchen. Daraufhin kommt Kihoro nach Hause, dann Patricia. Bullit verlässt den Raum, um Patricia für den Tee fertigzumachen. Währenddessen vertraut sich Sybill dem Erzähler an: Sie hält die Rohheit der Natur und Menschen im Park nicht mehr aus. Als Patricia und Bullit wieder am Tisch sind, sollen beide von ihren Erlebnissen erzählen, woraufhin Pat von King berichtet. Sybills Nerven liegen blank: King ist ein Löwe!
Erzähler kehrt daraufhin in seine Hütte zurück, lässt den Flug annullieren und beschließt, länger im Park zu bleiben. Am nächsten Morgen erwacht er spät. Pat steht schon bereit, um ihn dem Löwen vorzustellen. Sie fahren zu einer mit dem Löwen vereinbarten Stelle, Pat redet auf den Löwen ein. Als der Erzähler die absolute Kontrolle des Mädchens über den Löwen anzweifelt, wird sie böse und beweist es ihm. Er lässt sie zurück, fährt am Masai-Dorf vorbei und kehrt in seine Hütte zurück. Zum Abendessen ist der Erzähler wieder bei den Bullits eingeladen: Pat mimt die perfekte Tochter, trägt ein hübsches Kleid, macht ihrer Mutter Freude und alle sind gut gelaunt. Die Bullits berichten, wie es zur innigen Liebe zwischen Pat und King gekommen ist: Kihoro fand den kleinen Löwen, Pat zog ihn groß, dann musste er gehen, weil Sybill den Löwen nicht mehr ertrug. Nach dem Essen trinkt Bullit noch einen Whisky mit dem Erzähler und sie verabschieden sich. Jedoch taucht Pat daraufhin in seinem Zimmer auf und verabredet sich mit ihm für den nächsten Morgen, um den Masai beim Errichten des neuen Camps zuzusehen.
Am Tag darauf fahren alle mit Landrover durch den Park, sodass der Erzähler einen Einblick in die Schönheit des Parks bekommt. Er bewundert die Raubtiere ebenso wie die Nashörner etc. Schließlich treffen sie auf King, Bullit spielt mit ihm, Pat ist überglücklich.
Danach lässt sich Pat mit dem Erzähler absetzen, sie will erneut King besuchen, doch bei King weilen zwei Löwinnen. King beschützt jedoch das Mädchen vor den Löwinnen. Der Erzähler merkt, dass der junge Masai Oriounga sie beobachtet. Oriounga ist von Pat angezogen und will sich mit King messen. Pat lässt dies zu, fordert den Masai heraus, woraufhin dieser kommt, aber ohne Lanze. Oriounga geht dann aber wieder verärgert weg, weil Pat den Löwen unter ihrer Kontrolle behält und nicht zum freien Kampf herauslässt.
Am gleichen Tag kommt Sybill in die Hütte des Erzählers und bittet ihn, Pat zu überzeugen, in ein französisches Internat zu gehen. Dann stirbt der alte Masai und eine Zeremonie für das neue Stammesoberhaupt findet statt. Alle gehen hin (auch Sybill), Pat steigt aber vorher aus dem Wagen, um dann alleine dort aufzutauchen und alle vor den Kopf zu stoßen. Auf der Zeremonie gefällt es allen, bis Oriounga Bullit um die Hand seiner Tochter bittet. Infolgedessen regt sich Sybill auf und alle verlassen den Ort außer Bullit. Am nächsten Tag erscheint Pat spät, da sie erst mit ihrer Mutter lernen musste. Der Erzähler geht dann mit ihr zum Baum, um erneut King zu treffen, als Oriounga auftaucht. Es kommt zum Kampf, bei dem King den Masai tötet – Kurz danach taucht allerdings Bullit auf und erschießt den Löwen. Patricia ist daraufhin untröstlich, ihr Paradies scheint zerstört vom eigenen Vater – noch in selber Nacht reist sie mit dem Erzähler nach Nairobi ab, wo sie fortan ein Internat besuchen wird.

## Verfilmung
- 1962: Patricia und der Löwe (The Lion) – Regie: Jack Cardiff
- 2003: Le Lion – Regie: José Pinheiro, mit Anouchka Delon als Patricia und Alain Delon als John Bullit[1]